# Thomas Bartholin

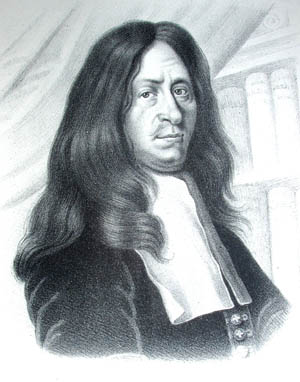
Thomas Bartholin

Thomas Bartholin und latinisiert Thomas Bartholinus (* 20. Oktober 1616 in Kopenhagen; † 4. Dezember 1680 ebenda) war ein dänischer Arzt, Anatom und Theologe. Er gilt als der bedeutendste Anatom seiner Zeit und als einer der Entdecker des Lymphsystems.

## Leben
Thomas Bartholin war der zweite von sechs Söhnen des Mediziners und Theologen Caspar Bartholin der Ältere (1585–1629), die im 17. Jahrhundert eine bedeutende dänische Wissenschaftlerdynastie bildeten: 12 Mitglieder der Familie wurden Professoren an der Kopenhagener Universität. Nach dem Tod seines Vaters übernahm dessen Schwager Olaus Wormius (Ole Worm; 1588–1654), ebenfalls Professor für Medizin, die Fürsorge für ihn.
1634 begann er, Theologie in Kopenhagen zu studieren. Drei Jahre später unternahm er, mit Unterstützung des Königs und Worms, eine neunjährige Studienreise durch Europa mit Aufenthalten an den Universitäten Paris, Leiden, Basel, Montpellier und Padua. In Leiden beschloss er 1637, zur Medizin überzuwechseln. Dort beschäftigte er sich als Schüler von Johannes de Wale (auch Johannes de Waal oder Johannes Walaeus; 1604–1649) hauptsächlich mit den Lymphgefäßen und der Theorie vom Blutkreislauf William Harveys. De Wale regte ihn dazu an, eine neue verbesserte Ausgabe des von seinem Vater begründeten Anatomie-Lehrbuches zu erarbeiten, die mit Unterstützung von de Wale und Franciscus Sylvius publiziert wurde. Diese Ausgabe berücksichtigte erstmals die Arbeiten Harveys und von Gaspare Aselli.
Ole Worm empfahl Bartholin, sich auf die Anatomie zu konzentrieren. Bartholin ging nach Basel und erhielt dort 1645 den Doktorgrad in Medizin. 1646 kehrte er nach Kopenhagen zurück, wurde Professor an der Philosophischen Fakultät und lehrte auch Mathematik und Philologie. 1649 heiratete er Else Christoffersdatter. Eines ihrer Kinder, Caspar Bartholin der Jüngere wurde ebenfalls ein berühmter Anatom. Ein anderer Sohn, Thomas Bartholin der Jüngere, war ein bedeutender Sammler isländischer und dänischer Handschriften und gilt als Begründer der Wissenschaft über die skandinavische Geschichte. 1649 übernahm Bartholin von Simon Pauli die Professur für Anatomie an der Medizinischen Fakultät. Mehrmals wirkte er als Rektor der Universität. Zu Bartholins Lehrer gehört auch in Neapel der Anatom und Chirurg Marco Aurelio Severino.
Bartholin litt an Tuberkulose, erholte sich aber durch Reisen nach Orléans, Montpellier und Padua. Anschließend litt er an einem starken Nierensteinleiden, weshalb er 1656 seine Lehrverpflichtungen mit Erlaubnis Königs Friedrich III. einschränkte. 1661 wurde er zum Honorarprofessor gewählt, was ihn von allen akademischen Lehrveranstaltungen dann ganz befreite, ihm jedoch ermöglichte, von seinem 1663 erworbenen Landsitz Hagestedgaard aus, wo er sich 75 km von Kopenhagen entfernt erholen konnte, die Medizinische Fakultät zu leiten und seine Verwandten mit Lehrämtern auszustatten. Im Jahr 1670 wurde seine ganze Bibliothek durch ein Feuer vernichtet.
Bartholin hatte als angesehenster Mediziner seiner Zeit in Dänemark einen sehr guten Kontakt zum dänischen König und initiierte dessen 1672er Dekret zur Organisation des dänischen Gesundheitswesens. 1673 führte er die Hebammenprüfung in Kopenhagen ein. 1675 wurde Bartholin Assessor am Obersten Gericht und lehnte aus diesem Grund einen Ruf als Anatomieprofessor an die Universität von Padua ab. Gesundheitlich stark angeschlagen, verkaufte Bartholin 1680 Hagestedgaard und kehrte nach Kopenhagen zurück.
Thomas Bartholin starb in Kopenhagen am 4. Dezember 1680 im Alter von 64 Jahren. 1731 wurde seine Familie geadelt.

## Leistungen

Antiquitatum veteris puerperii synopsis, 1676

Mit Duldung des Königs führte Thomas Bartholin Sektionen an menschlichen Leichen durch. Dabei entdeckte er 1652 beim Menschen den Ductus thoracicus, einen Lymphsammelstamm, der bereits 1651 von Jean Pecquet bei Hunden beobachtet worden war. Bartholin beforschte in dieser Zeit intensiv die Lymphgefäße und ihre Beziehung zu den Blutgefäßen. Bartholins bedeutsamste Entdeckung ist die des Lymphsystems als eigenständiges Organsystem. Er beschrieb sie in der Schrift „Vasa lymphatica nuper hafniae in animalibus inventa et hepatis exsequiae“ (1653). Da in dieser das Entdeckungsdatum nur mit 28. Februar ohne Jahreszahl angegeben war, beanspruchte Olof Rudbeck (1630–1702) diese Entdeckung für sich, da er sie im April 1652 gemacht hatte. Es gilt allerdings als gesichert, dass das Entdeckungsjahr 1652 war und Bartholin diese Entdeckung somit zwei Monate vor Rudbeck machte.
In seiner Schrift De nivis usu medico (1661) berichtet er über die bei seinem Lehrer Severino kennengelernte Kälteanästhesie mittels Eis und Schnee.
1673 begründete er in Kopenhagen die erste dänische wissenschaftliche Zeitschrift, die Acta medica et philosophica hafniensia. Die Zeitschrift wurde nach seinem Tod nicht weitergeführt. Einen hohen Stellenwert hatte für Thomas Bartholin die gelehrte Korrespondenz in Form von Briefen. Diese Korrespondenz gewährleistete nach Bartholin den Zusammenhalt der Gelehrtenrepublik.
Mit der Bartholinsgade ist eine Straße in Kopenhagen nach der Familie Bartholin benannt. Nahe dieser befindet sich das Bartholin-Institut (Bartholin Institutet).

## Schriften (Auswahl)
- De Angina Puerorum Campaniae Siciliaeque Epidemica Exercitationes. Paris 1646.
- De lacteis thoracicis in homine brutisque nuperrime observatis historia anatomica. M. Martzan, Kopenhagen 1652.
- Vasa lymphatica nuper Hafniae in animalibus inventa et hepatis exsequiae. Petrus Hakius, Kopenhagen 1653.
- Vasa lymphatica in homine nuper inventa. Kopenhagen 1654.
- Thomae Bartholini De unicornu observationes novae. Secunda editione auctiores & emendatiores / editae a Filio Casparo Bartholino. Henr. Wetstenius, Amsterdam 1678. Digitalisierte Ausgabe der Universitäts- und Landesbibliothek Düsseldorf
- Historiarum anatomicarum rariorum […] centuria I et II. Iohannes Henricus, Amsterdam 1654.
  - ... centuria III et IV. Adrian Vlacq, Den Haag 1657.
  - ... centuria V et VI. P. Haubold, Kopenhagen 1661.
- Historarium anatomicarum rariorum centuria I-VI. Kopenhagen 1654–1661.
- Anatomia ex Caspari Bartholini parentis institutionibus, omniumque recentiorum et propriis observationibus. Adrian Vlacq, Den Haag 1655.
- Dispensarium hafniense. Kopenhagen 1658.
- De nivis usu medico observationes variae. Accessit D. Erasmi Bartholini de figura nivis dissertatio. Typis Matthiase Godichii, sumptibus Petri Haubold, Kopenhagen 1661.
- Cista medica hafniensis. Kopenhagen 1662.
- De pulmonum substantia et motu. Kopenhagen 1663.
- De insolitis partus humani viis. Kopenhagen 1664.
- De medicina danorum domestica. Kopenhagen 1666.
- De flammula cordis epistola. Kopenhagen 1667.
- Orationes et dissertationes omnino varii argumenti. Kopenhagen 1668.
- Carmina varii argumenti. Kopenhagen 1669.
- De medicis poetis dissertatio. D. Paullus, Kopenhagen 1669.
- De bibliothecae incendio. Kopenhagen 1670.
- De morbis biblicis miscellanea medica. D. Paullus, Frankfurt am Main 1672.
- De cruce Christi hypomnemata IV. Typis Andreae ab Hoogenhuysen, Wesel 1673.
- Acta medica et philosophica. 1673–1680.